# Hong Guildongjeon
Hong Guildongjeon (en coreà: 홍길동젼) és una novel·la coreana escrita per Heo Gyun entre 1575 i 1618 aproximadament. És considerada una de les primeres novel·les escrites en hangul. L'autor hi plasmà en ella les seues idees revolucionàries plenes de crítica social i política. La novel·la la protagonitza Hong Gildong, el fill d'un noble i una serventa, que pel rígid sistema d'estaments no és acceptat com a noble. Per aquest rebuig es converteix en un líder de bandolers que furten als rics per repartir-ho entre els pobres i més tard se'n va a un país anomenat Yuldo on crea un país ideal on tothom és igual.
Un exemplar contemporani a la vida de l'autor encara es conserva a la Biblioteca Nacional de Corea.
Una traducció a l'anglès feta per Minsoo Kang fou publicada el 2016.

## Adaptacions
Fou adaptat a un musical titulat Hong Gil-dong el 2010.
Es va crear una pel·lícula del 2016, Phantom Detective, basada en aquesta història on el protagonista és un detectiu.